# Divadlo Pasáž
Divadlo Pasáž je divadlo v Třebíči. Nachází se na Masarykově náměstí v budově, která byla postavena ještě v 80. letech 20. století, později dlouho chátrala a nebylo s ní nijak disponováno. V 90. letech téhož století bylo dokonce navrhováno, aby bylo strženo. Dostavěna a slavnostně otevřena byla až 9. září 2005, kdy bylo otevřeno Jiřím Paroubkem. První velká akce, která se zde konala byl Skautský sněm. Vedle budovy divadla stojí budova Fórum, která za komunismu sloužila jako okresní výbor KSČ.
V únoru 2019 byla v divadle odhalena Miroslavu Donutilovi busta od akademického sochaře Sebastiana Wojnara, stejně tak je ve foyer divadla vystaven kostým ze hry Sluha dvou pánů, kterou Donutil hrál v Národním divadle.

## Problémy
Budova divadla byla postavena ještě za komunismu, mělo to být obrovské divadlo, nicméně po pádu komunismu v roce 1989 na stavbu nezbyly finance. Budova chátrala, první snahy o dostavbu byl již na začátku 90. let, později v roce 1996 a také po roce 2000. Po dotacích ze státního rozpočtu iniciovaných Poslaneckou sněmovnou PČR a po sponzorských darech bylo divadlo dostavěno a slavnostně 9. září 2005. Přesně o deset let později došlo ke galakoncertu Marie Rottrové k 10. výročí otevření divadla.

## Budova
Budova divadla má celkem tři podlaží. V prvním podlaží se nachází vstup s pokladnami a vedou z něj dvě chodby, jedna do kina Pasáž, které je napojeno lávkou, druhá do divadla. V druhém patře divadelní části se nacházejí šatnový vestibul, šatny pro účinkující a vstup na vnější balkon divadla. V třetím podlaží je umístěna galerie, baletní sál s kapacitou přibližně 80 míst, foyer s barem a posezením s kapacitou cca 200 návštěvníků a samotný velký sál pro 523 diváků. V roce 2020 bylo oznámeno, že budou vyměněny sedačky v kině.

## Galerie

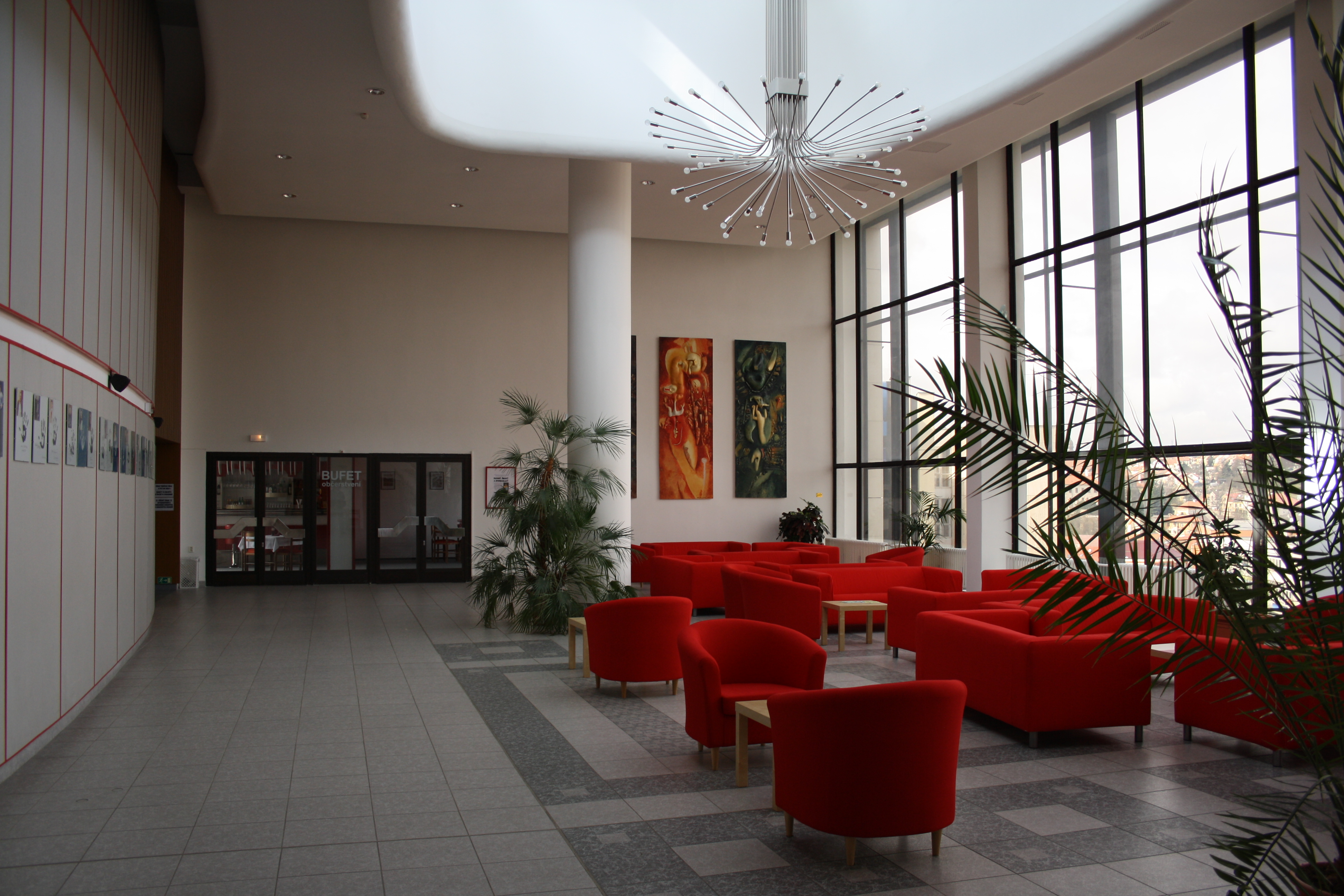
Foyer divadla
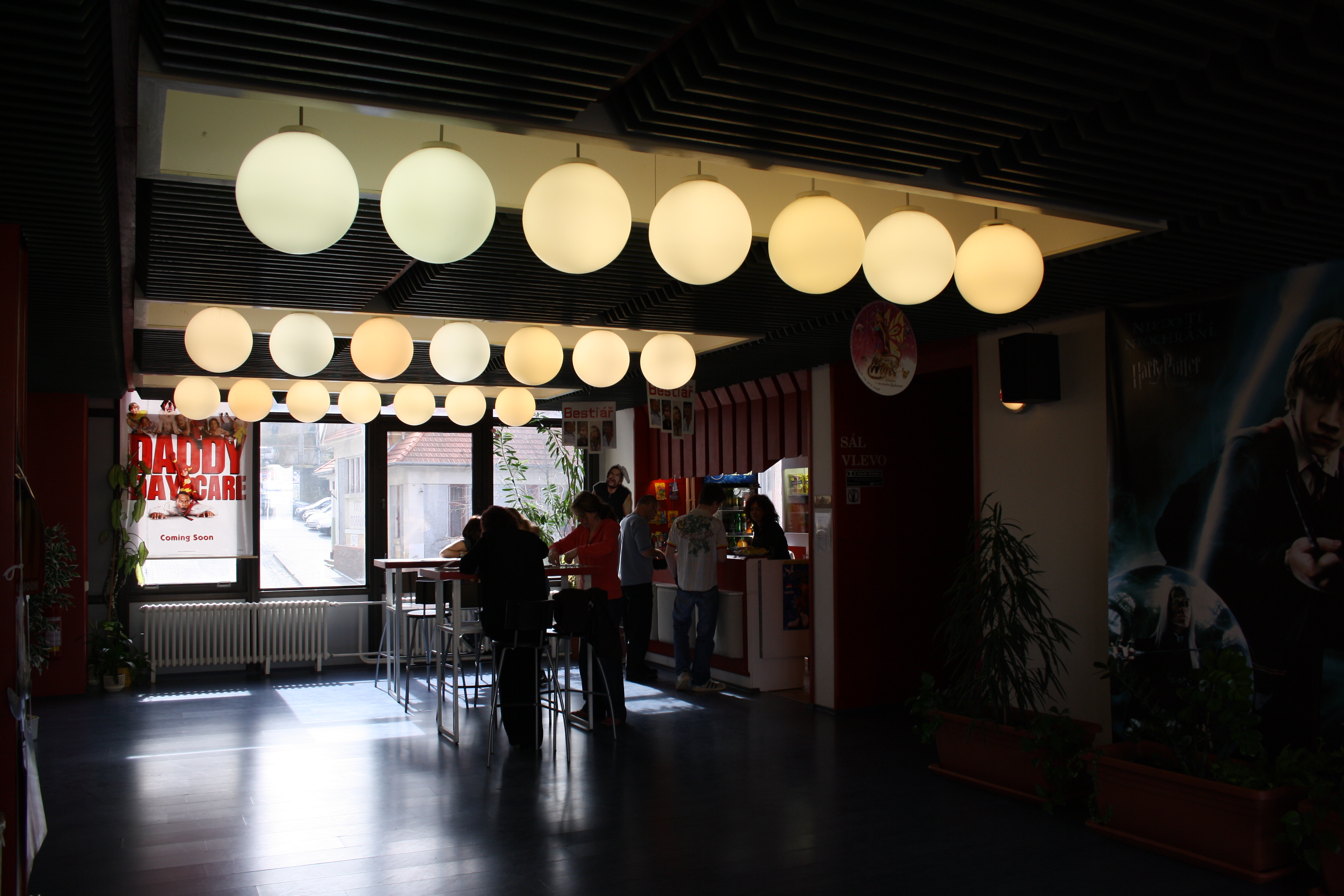
Bar v divadle před vstupem do malého sálu
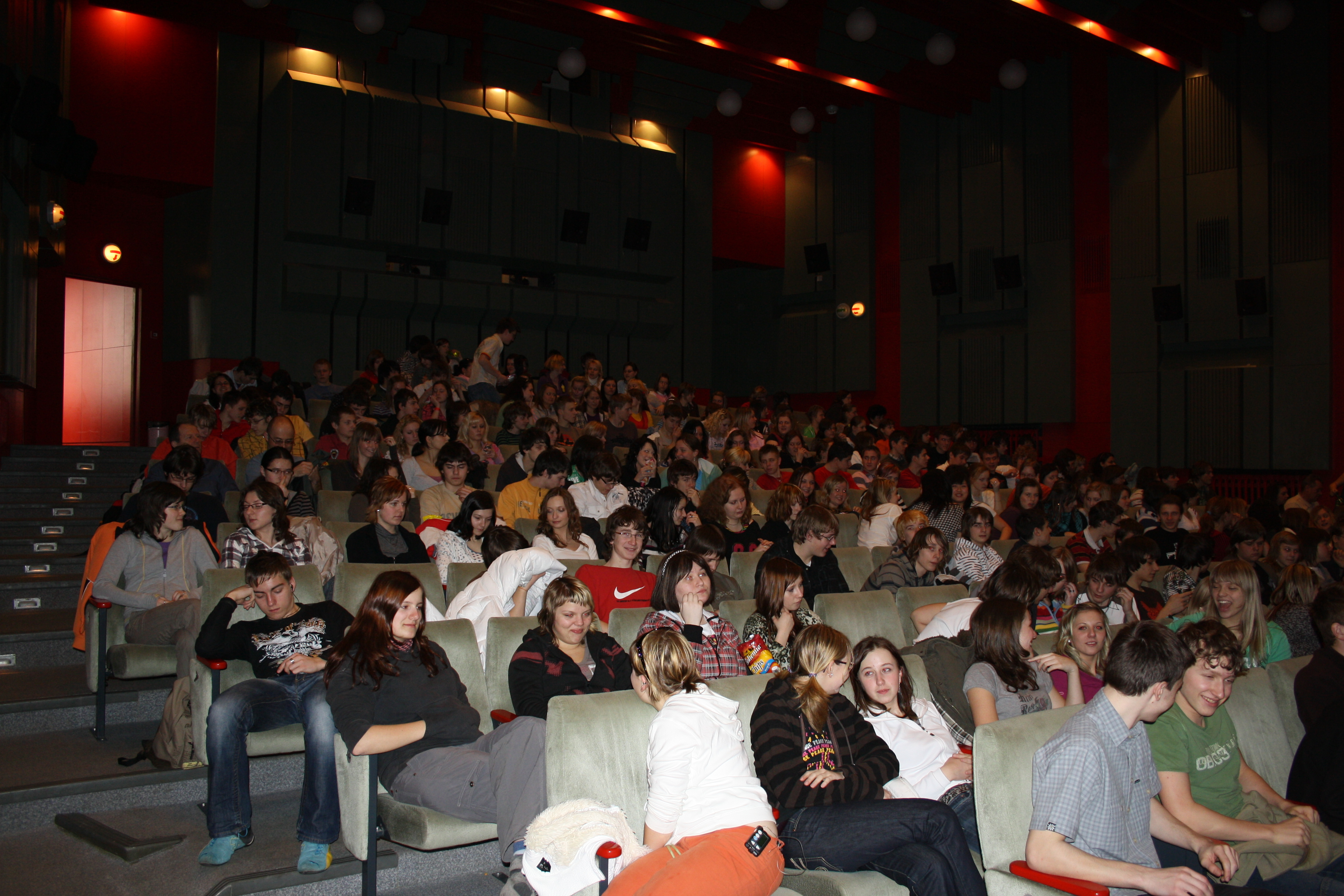
Malý sál divadla při přehlídce Eko Třebíč
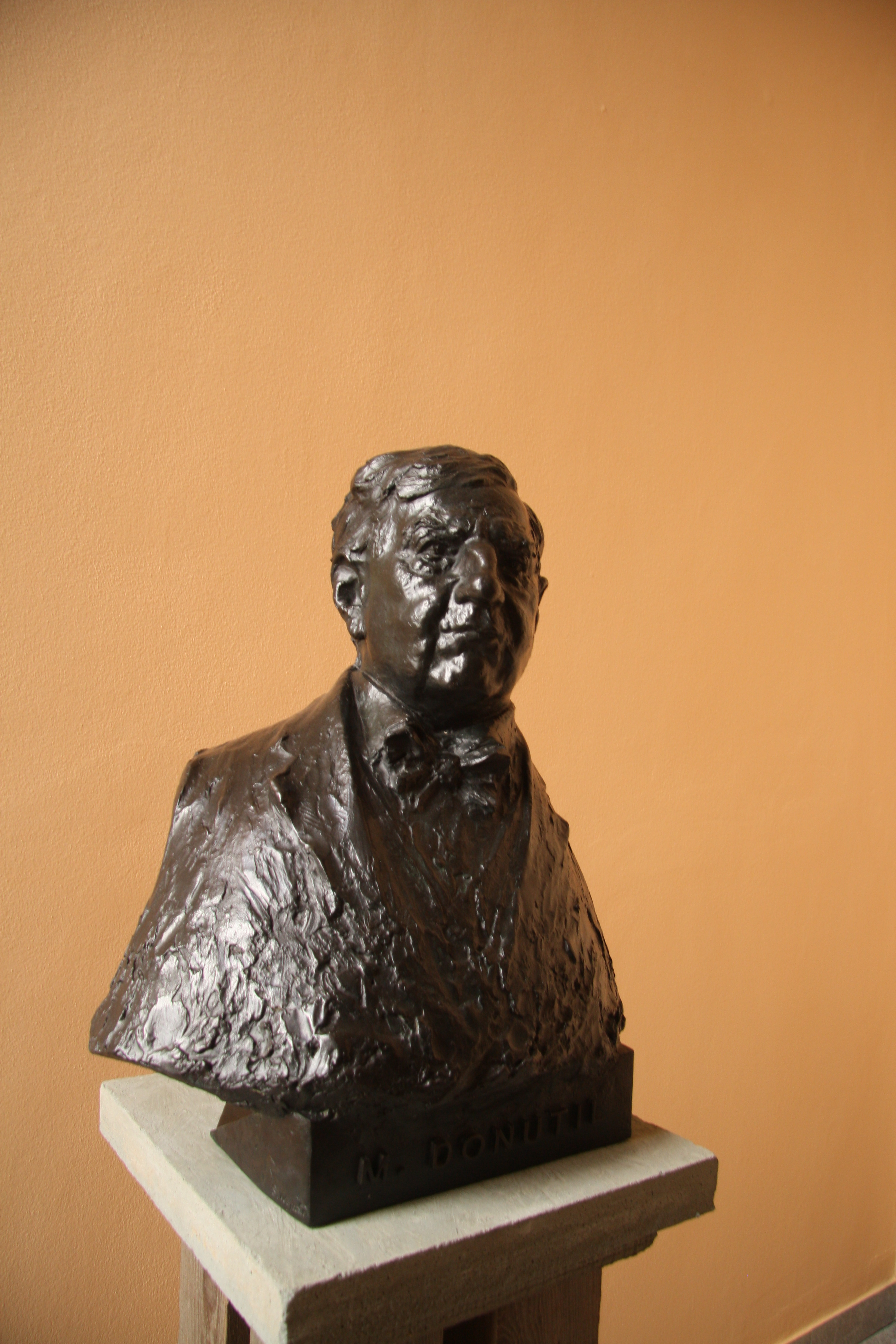
Busta Miroslava Donutila
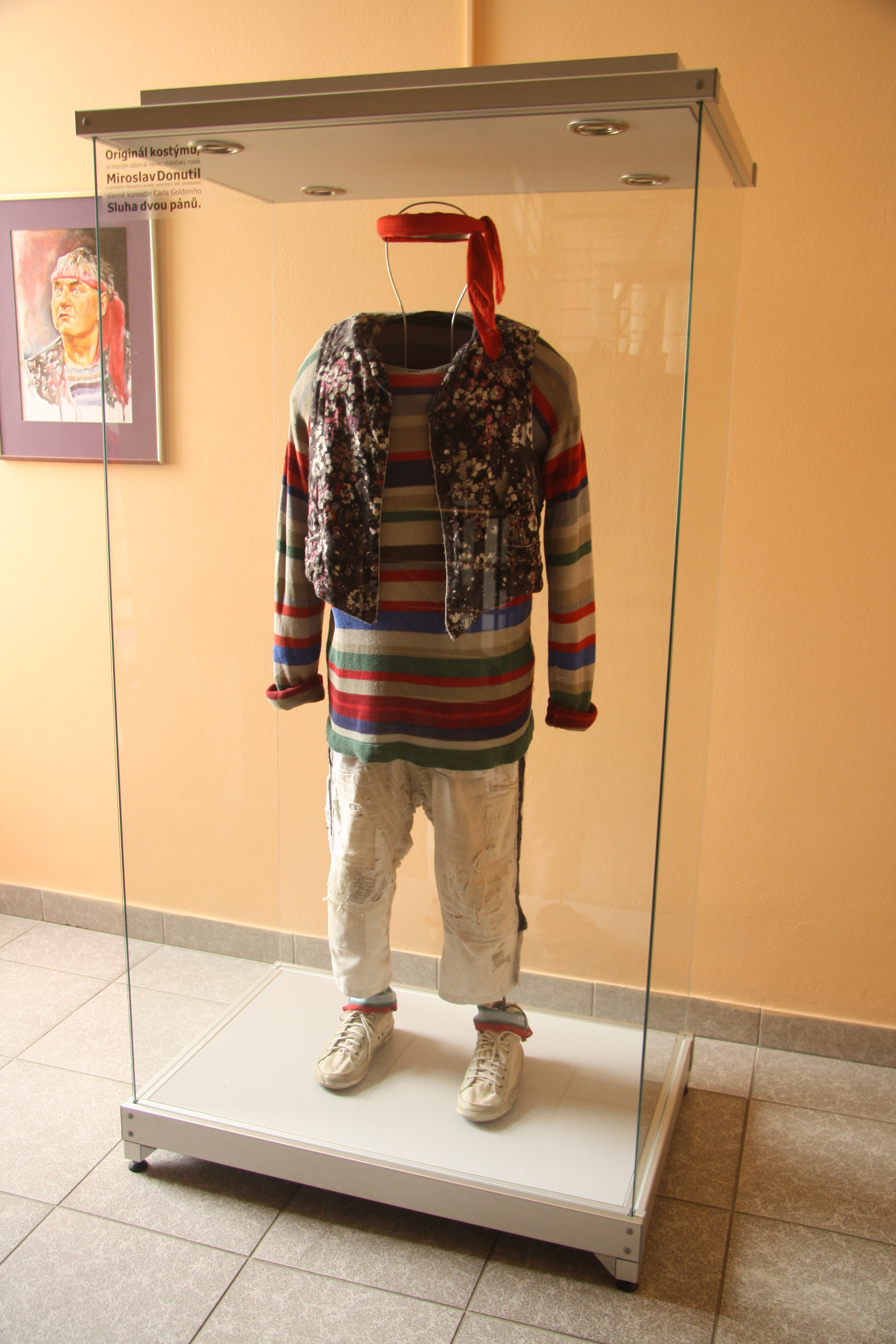
Kostým Miroslava Donutila ze hry Sluha dvou pánů
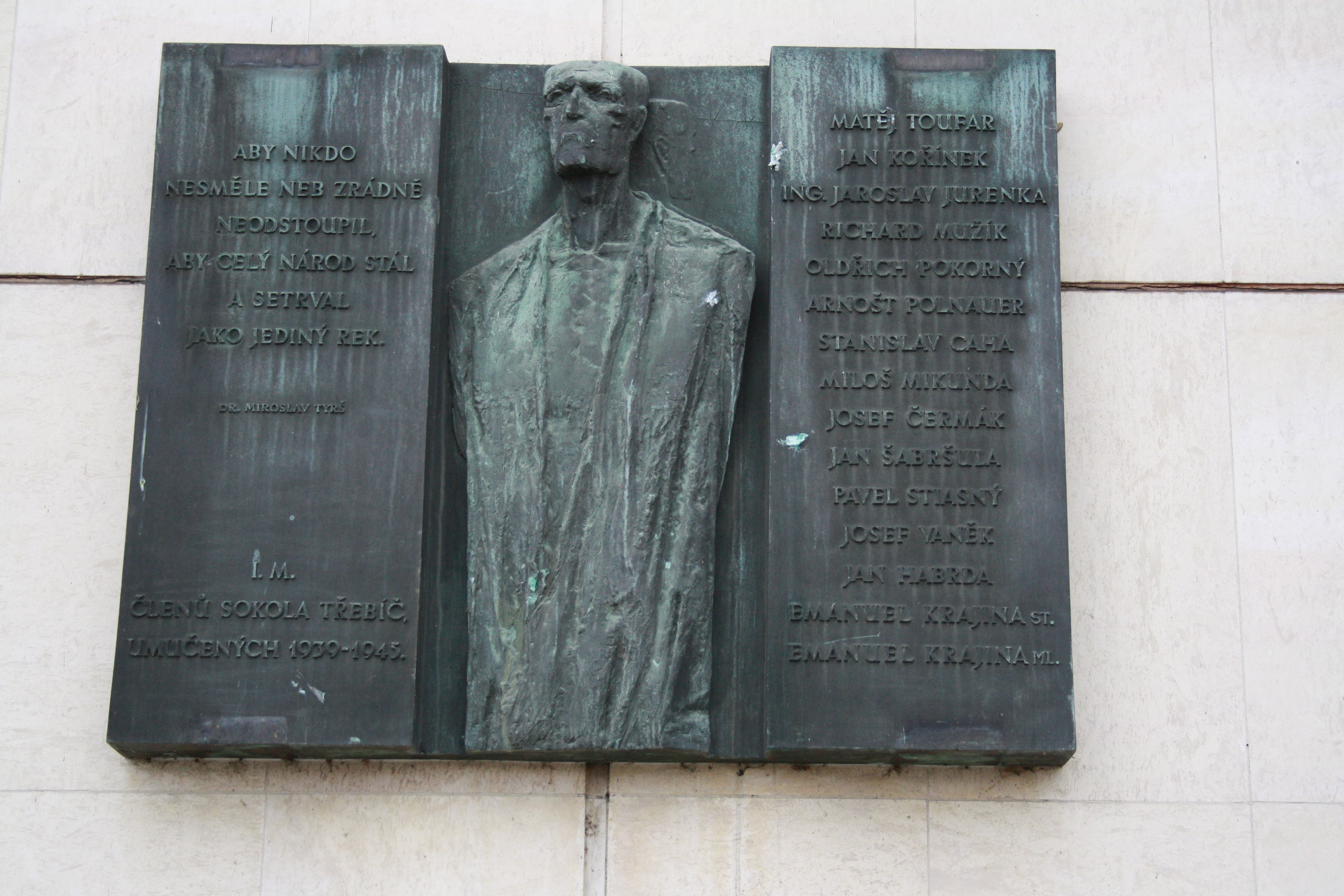
Pamětní deska k umučení členů Sokola Třebíč